# Phoenix Marie
Phoenix Marie (n. 21 de setembre de 1981; Riverside, Sud de Califòrnia) és una actriu porno i model estatunidenca.

## Biografia
Phoenix Marie va néixer i va créixer al sud de Califòrnia. La seva carrera va començar l'any 2006, quan va sortir una nit amb els seus amics i l'amo d'un nightclub de Los Angeles es va apropar a ella, resultant ser familiar d'un agent local de models.
Durant l'institut era intel·ligent, però molt tímida, la qual cosa li va repercutir en les seves relacions socials. En una entrevista per Bangbros al novembre de 2007, va confessar que "realitzar pel·lícules porno, li ha ajudat a desenvolupar les parts de la seva personalitat que van ser cohibides durant la seva adolescència, per exemple, ser més social amb les persones".
Els seus entreteniments inclouen, anar a la platja, jugar futbol, beisbol i hoquei. Encara que és una actriu recent en la indústria porno, Phoenix Marie té més d'un centenar d'escenes filmades. Forma part de l'exclusiu cercle de ZZ girls de l'empresa Brazzers. L'any 2010, va ser triada Penthouse Pet del mes de novembre.